# Tour des Alpes-Maritimes et du Var 2022
Le Tour des Alpes-Maritimes et du Var 2022, est la 54e édition de cette course cycliste sur route masculine. Il a lieu du 18 au 20 février 2022 dans les départements des Alpes-Maritimes et du Var, dans le sud de la France, et fait partie du calendrier UCI Europe Tour 2022 en catégorie 2.1. 

## Présentation

### Équipes
| WorldTeams (7)- Cofidis - EF Education-EasyPost - AG2R Citroën Team - Trek-Segafredo - Groupama-FDJ - Lotto-Soudal - Team DSM ProTeams (6)- Bingoal Pauwels Sauces WB - B&B Hotels-KTM - TotalEnergies - Arkéa-Samsic - Equipo Kern Pharma - Uno-X Pro Cycling Team Équipes continentales (5)- Nice Métropole Côte d'Azur - UC Nantes Atlantique - Saint Michel-Auber 93 - Go Sport-Roubaix Lille Métropole - Riwal |
| |

### Diffusion
Les trois étapes sont diffusées par France 3 Côte d'Azur.

## Étapes
| Étape     | Date    | Villes étapes                    | type                      | Distance (km) | Dénivelé (m) | Vainqueur d'étape | Leader du classement général |
| --------- | ------- | -------------------------------- | ------------------------- | ------------- | ------------ | ----------------- | ---------------------------- |
| 1re étape | 18 fév. | Saint-Raphaël – La Seyne-sur-Mer | étape vallonnée           | 176,3         | 1 955 m      | Caleb Ewan        | Caleb Ewan                   |
| 2e étape  | 19 fév. | Puget-Théniers – La Turbie       | étape de moyenne montagne | 149,1         | 2 663 m      | Tim Wellens       | Tim Wellens                  |
| 3e étape  | 20 fév. | Villefranche-sur-Mer – Blausasc  | étape de moyenne montagne | 112,6         | 2 650 m      | Nairo Quintana    | Nairo Quintana               |

## Déroulement de la course

### 1reétape
Les échappés sont repris au Col du Mai alors que Cyril Gautier est en tête du peloton. Kevin Geniets attaque et franchit seul le sommet mais il est repris peu après. Mark Donovan attaque également, mais les Lotto mènent le peloton pour leur sprinteur Caleb Ewan.
| \| Classement de l'étape \| Classement de l'étape \| Classement de l'étape \| Classement de l'étape \| Classement de l'étape \| \| Coureur \| Coureur \| Pays \| Équipe \| Temps \| \| --------------------- \| --------------------- \| --------------------- \| --------------------- \| --------------------- \| \| 1er \| Caleb Ewan \| Australie \| Lotto-Soudal \| 4 h 14 min 44 s \| \| 2e \| Anthony Turgis \| France \| TotalEnergies \| + 0 s \| \| 3e \| Nacer Bouhanni \| France \| Arkéa-Samsic \| + 0 s \| \| 4e \| Andrea Vendrame \| Italie \| AG2R Citroën Team \| + 0 s \| \| 5e \| Alex Kirsch \| Luxembourg \| Trek-Segafredo \| + 0 s \| \| 6e \| Kevin Geniets \| Luxembourg \| Groupama-FDJ \| + 0 s \| \| 7e \| Anthony Maldonado \| France \| Saint Michel-Auber 93 \| + 0 s \| \| 8e \| Alexis Renard \| France \| Cofidis \| + 0 s \| \| 9e \| James Shaw \| Royaume-Uni \| EF Education-EasyPost \| + 0 s \| \| 10e \| Damien Touzé \| France \| AG2R Citroën Team \| + 0 s \| |                   |             |                       |                 |
| |                   |             |                       |                 |
| Source : ProCyclingStats |                   |             |                       |                 |
| Classement de l'étape |                   |             |                       |                 |
| Coureur | Coureur           | Pays        | Équipe                | Temps           |
| 1er | Caleb Ewan        | Australie   | Lotto-Soudal          | 4 h 14 min 44 s |
| 2e | Anthony Turgis    | France      | TotalEnergies         | + 0 s           |
| 3e | Nacer Bouhanni    | France      | Arkéa-Samsic          | + 0 s           |
| 4e | Andrea Vendrame   | Italie      | AG2R Citroën Team     | + 0 s           |
| 5e | Alex Kirsch       | Luxembourg  | Trek-Segafredo        | + 0 s           |
| 6e | Kevin Geniets     | Luxembourg  | Groupama-FDJ          | + 0 s           |
| 7e | Anthony Maldonado | France      | Saint Michel-Auber 93 | + 0 s           |
| 8e | Alexis Renard     | France      | Cofidis               | + 0 s           |
| 9e | James Shaw        | Royaume-Uni | EF Education-EasyPost | + 0 s           |
| 10e | Damien Touzé      | France      | AG2R Citroën Team     | + 0 s           |

| \| Classement général \| Classement général \| Classement général \| Classement général \| Classement général \| \| Coureur \| Coureur \| Pays \| Équipe \| Temps \| \| ------------------ \| ------------------ \| ------------------ \| --------------------- \| ------------------ \| \| 1er \| Caleb Ewan \| Australie \| Lotto-Soudal \| 4 h 14 min 44 s \| \| 2e \| Anthony Turgis \| France \| TotalEnergies \| + 0 s \| \| 3e \| Nacer Bouhanni \| France \| Arkéa-Samsic \| + 0 s \| \| 4e \| Andrea Vendrame \| Italie \| AG2R Citroën Team \| + 0 s \| \| 5e \| Alex Kirsch \| Luxembourg \| Trek-Segafredo \| + 0 s \| \| 6e \| Kevin Geniets \| Luxembourg \| Groupama-FDJ \| + 0 s \| \| 7e \| Anthony Maldonado \| France \| Saint Michel-Auber 93 \| + 0 s \| \| 8e \| Alexis Renard \| France \| Cofidis \| + 0 s \| \| 9e \| James Shaw \| Royaume-Uni \| EF Education-EasyPost \| + 0 s \| \| 10e \| Damien Touzé \| France \| AG2R Citroën Team \| + 0 s \| |                   |             |                       |                 |
| |                   |             |                       |                 |
| Source : ProCyclingStats |                   |             |                       |                 |
| Classement général |                   |             |                       |                 |
| Coureur | Coureur           | Pays        | Équipe                | Temps           |
| 1er | Caleb Ewan        | Australie   | Lotto-Soudal          | 4 h 14 min 44 s |
| 2e | Anthony Turgis    | France      | TotalEnergies         | + 0 s           |
| 3e | Nacer Bouhanni    | France      | Arkéa-Samsic          | + 0 s           |
| 4e | Andrea Vendrame   | Italie      | AG2R Citroën Team     | + 0 s           |
| 5e | Alex Kirsch       | Luxembourg  | Trek-Segafredo        | + 0 s           |
| 6e | Kevin Geniets     | Luxembourg  | Groupama-FDJ          | + 0 s           |
| 7e | Anthony Maldonado | France      | Saint Michel-Auber 93 | + 0 s           |
| 8e | Alexis Renard     | France      | Cofidis               | + 0 s           |
| 9e | James Shaw        | Royaume-Uni | EF Education-EasyPost | + 0 s           |
| 10e | Damien Touzé      | France      | AG2R Citroën Team     | + 0 s           |

### 2eétape
| \| Classement de l'étape \| Classement de l'étape \| Classement de l'étape \| Classement de l'étape \| Classement de l'étape \| \| Coureur \| Coureur \| Pays \| Équipe \| Temps \| \| --------------------- \| ----------------------- \| --------------------- \| --------------------- \| --------------------- \| \| 1er \| Tim Wellens \| Belgique \| Lotto-Soudal \| 3 h 45 min 00 s \| \| 2e \| Nairo Quintana \| Colombie \| Arkéa-Samsic \| + 0 s \| \| 3e \| Valentin Madouas \| France \| Groupama-FDJ \| + 25 s \| \| 4e \| Bauke Mollema \| Pays-Bas \| Trek-Segafredo \| + 27 s \| \| 5e \| Guillaume Martin \| France \| Cofidis \| + 27 s \| \| 6e \| Amanuel Ghebreigzabhier \| Érythrée \| Trek-Segafredo \| + 30 s \| \| 7e \| Andreas Kron \| Danemark \| Lotto-Soudal \| + 1 min 27 s \| \| 8e \| Alexis Vuillermoz \| France \| TotalEnergies \| + 1 min 27 s \| \| 9e \| James Shaw \| Royaume-Uni \| EF Education-EasyPost \| + 1 min 31 s \| \| 10e \| Mathias Bregnhøj \| Danemark \| Riwal Cycling Team \| + 1 min 33 s \| |                         |             |                       |                 |
| |                         |             |                       |                 |
| Source : ProCyclingStats |                         |             |                       |                 |
| Classement de l'étape |                         |             |                       |                 |
| Coureur | Coureur                 | Pays        | Équipe                | Temps           |
| 1er | Tim Wellens             | Belgique    | Lotto-Soudal          | 3 h 45 min 00 s |
| 2e | Nairo Quintana          | Colombie    | Arkéa-Samsic          | + 0 s           |
| 3e | Valentin Madouas        | France      | Groupama-FDJ          | + 25 s          |
| 4e | Bauke Mollema           | Pays-Bas    | Trek-Segafredo        | + 27 s          |
| 5e | Guillaume Martin        | France      | Cofidis               | + 27 s          |
| 6e | Amanuel Ghebreigzabhier | Érythrée    | Trek-Segafredo        | + 30 s          |
| 7e | Andreas Kron            | Danemark    | Lotto-Soudal          | + 1 min 27 s    |
| 8e | Alexis Vuillermoz       | France      | TotalEnergies         | + 1 min 27 s    |
| 9e | James Shaw              | Royaume-Uni | EF Education-EasyPost | + 1 min 31 s    |
| 10e | Mathias Bregnhøj        | Danemark    | Riwal Cycling Team    | + 1 min 33 s    |

| \| Classement général \| Classement général \| Classement général \| Classement général \| Classement général \| \| Coureur \| Coureur \| Pays \| Équipe \| Temps \| \| ------------------ \| ----------------------- \| ------------------ \| --------------------- \| ------------------ \| \| 1er \| Tim Wellens \| Belgique \| Lotto-Soudal \| 8 h 00 min 43 s \| \| 2e \| Nairo Quintana \| Colombie \| Arkéa-Samsic \| + 0 s \| \| 3e \| Valentin Madouas \| France \| Groupama-FDJ \| + 26 s \| \| 4e \| Bauke Mollema \| Pays-Bas \| Trek-Segafredo \| + 27 s \| \| 5e \| Guillaume Martin \| France \| Cofidis \| + 27 s \| \| 6e \| Amanuel Ghebreigzabhier \| Érythrée \| Trek-Segafredo \| + 31 s \| \| 7e \| Andreas Kron \| Danemark \| Lotto-Soudal \| + 1 min 27 s \| \| 8e \| Alexis Vuillermoz \| France \| TotalEnergies \| + 1 min 27 s \| \| 9e \| James Shaw \| Royaume-Uni \| EF Education-EasyPost \| + 1 min 32 s \| \| 10e \| Kevin Geniets \| Luxembourg \| Groupama-FDJ \| + 1 min 33 s \| |                         |             |                       |                 |
| |                         |             |                       |                 |
| Source : ProCyclingStats |                         |             |                       |                 |
| Classement général |                         |             |                       |                 |
| Coureur | Coureur                 | Pays        | Équipe                | Temps           |
| 1er | Tim Wellens             | Belgique    | Lotto-Soudal          | 8 h 00 min 43 s |
| 2e | Nairo Quintana          | Colombie    | Arkéa-Samsic          | + 0 s           |
| 3e | Valentin Madouas        | France      | Groupama-FDJ          | + 26 s          |
| 4e | Bauke Mollema           | Pays-Bas    | Trek-Segafredo        | + 27 s          |
| 5e | Guillaume Martin        | France      | Cofidis               | + 27 s          |
| 6e | Amanuel Ghebreigzabhier | Érythrée    | Trek-Segafredo        | + 31 s          |
| 7e | Andreas Kron            | Danemark    | Lotto-Soudal          | + 1 min 27 s    |
| 8e | Alexis Vuillermoz       | France      | TotalEnergies         | + 1 min 27 s    |
| 9e | James Shaw              | Royaume-Uni | EF Education-EasyPost | + 1 min 32 s    |
| 10e | Kevin Geniets           | Luxembourg  | Groupama-FDJ          | + 1 min 33 s    |

### 3eétape
| \| Classement de l'étape \| Classement de l'étape \| Classement de l'étape \| Classement de l'étape \| Classement de l'étape \| \| Coureur \| Coureur \| Pays \| Équipe \| Temps \| \| --------------------- \| ---------------------- \| --------------------- \| ------------------------- \| --------------------- \| \| 1er \| Nairo Quintana \| Colombie \| Arkéa-Samsic \| 2 h 55 min 17 s \| \| 2e \| Guillaume Martin \| France \| Cofidis \| + 1 min 21 s \| \| 4e \| Alexis Vuillermoz \| France \| TotalEnergies \| + 1 min 30 s \| \| 5e \| Tim Wellens \| Belgique \| Lotto-Soudal \| + 1 min 30 s \| \| 6e \| Michael Storer \| Australie \| Groupama-FDJ \| + 1 min 37 s \| \| 7e \| Andrea Vendrame \| Italie \| AG2R Citroën Team \| + 2 min 25 s \| \| 8e \| Aurélien Paret-Peintre \| France \| AG2R Citroën Team \| + 2 min 25 s \| \| 9e \| Rémy Mertz \| Belgique \| Bingoal Pauwels Sauces WB \| + 2 min 25 s \| \| 10e \| Romain Combaud \| France \| Team DSM \| + 2 min 25 s \| |                        |           |                           |                 |
| |                        |           |                           |                 |
| Source : ProCyclingStats |                        |           |                           |                 |
| Classement de l'étape |                        |           |                           |                 |
| Coureur | Coureur                | Pays      | Équipe                    | Temps           |
| 1er | Nairo Quintana         | Colombie  | Arkéa-Samsic              | 2 h 55 min 17 s |
| 2e | Guillaume Martin       | France    | Cofidis                   | + 1 min 21 s    |
| 4e | Alexis Vuillermoz      | France    | TotalEnergies             | + 1 min 30 s    |
| 5e | Tim Wellens            | Belgique  | Lotto-Soudal              | + 1 min 30 s    |
| 6e | Michael Storer         | Australie | Groupama-FDJ              | + 1 min 37 s    |
| 7e | Andrea Vendrame        | Italie    | AG2R Citroën Team         | + 2 min 25 s    |
| 8e | Aurélien Paret-Peintre | France    | AG2R Citroën Team         | + 2 min 25 s    |
| 9e | Rémy Mertz             | Belgique  | Bingoal Pauwels Sauces WB | + 2 min 25 s    |
| 10e | Romain Combaud         | France    | Team DSM                  | + 2 min 25 s    |

## Classements finals

### Classement général final
| \| Classement général \| Classement général \| Classement général \| Classement général \| Classement général \| \| Coureur \| Coureur \| Pays \| Équipe \| Temps \| \| ------------------ \| ----------------------- \| ------------------ \| --------------------- \| ------------------ \| \| 1er \| Nairo Quintana \| Colombie \| Arkéa-Samsic \| 10 h 56 min 01 s \| \| 2e \| Tim Wellens \| Belgique \| Lotto-Soudal \| + 1 min 30 s \| \| 3e \| Guillaume Martin \| France \| Cofidis \| + 1 min 48 s \| \| 4e \| Valentin Madouas \| France \| Groupama-FDJ \| + 2 min 50 s \| \| 5e \| Bauke Mollema \| Pays-Bas \| Trek-Segafredo \| + 2 min 52 s \| \| 6e \| Amanuel Ghebreigzabhier \| Érythrée \| Trek-Segafredo \| + 2 min 55 s \| \| 7e \| Alexis Vuillermoz \| France \| TotalEnergies \| + 2 min 57 s \| \| 8e \| Andreas Kron \| Danemark \| Lotto-Soudal \| + 3 min 52 s \| \| 9e \| James Shaw \| Royaume-Uni \| EF Education-EasyPost \| + 3 min 56 s \| \| 10e \| Kevin Geniets \| Luxembourg \| Groupama-FDJ \| + 3 min 58 s \| |                         |             |                       |                  |
| |                         |             |                       |                  |
| Source : ProCyclingStats |                         |             |                       |                  |
| Classement général |                         |             |                       |                  |
| Coureur | Coureur                 | Pays        | Équipe                | Temps            |
| 1er | Nairo Quintana          | Colombie    | Arkéa-Samsic          | 10 h 56 min 01 s |
| 2e | Tim Wellens             | Belgique    | Lotto-Soudal          | + 1 min 30 s     |
| 3e | Guillaume Martin        | France      | Cofidis               | + 1 min 48 s     |
| 4e | Valentin Madouas        | France      | Groupama-FDJ          | + 2 min 50 s     |
| 5e | Bauke Mollema           | Pays-Bas    | Trek-Segafredo        | + 2 min 52 s     |
| 6e | Amanuel Ghebreigzabhier | Érythrée    | Trek-Segafredo        | + 2 min 55 s     |
| 7e | Alexis Vuillermoz       | France      | TotalEnergies         | + 2 min 57 s     |
| 8e | Andreas Kron            | Danemark    | Lotto-Soudal          | + 3 min 52 s     |
| 9e | James Shaw              | Royaume-Uni | EF Education-EasyPost | + 3 min 56 s     |
| 10e | Kevin Geniets           | Luxembourg  | Groupama-FDJ          | + 3 min 58 s     |

### Classements annexes
| Classement par points | Classement par points | Classement par points | Classement par points | Classement par points |
| Coureur               | Coureur               | Pays                  | Équipe                | Points                |
| --------------------- | --------------------- | --------------------- | --------------------- | --------------------- |
| 1er                   | Nairo Quintana        | Colombie              | Arkéa-Samsic          | 45 pts                |
| 2e                    | Tim Wellens           | Belgique              | Lotto-Soudal          | 41 pts                |
| 3e                    | Guillaume Martin      | France                | Cofidis               | 32 pts                |
| 4e                    | Andrea Vendrame       | Italie                | AG2R Citroën Team     | 23 pts                |
| 5e                    | Alexis Vuillermoz     | France                | TotalEnergies         | 22 pts                |

| Classement par points | Classement par points | Classement par points | Classement par points | Classement par points |
| Coureur               | Coureur               | Pays                  | Équipe                | Points                |
| --------------------- | --------------------- | --------------------- | --------------------- | --------------------- |
| 1er                   | Nairo Quintana        | Colombie              | Arkéa-Samsic          | 45 pts                |
| 2e                    | Tim Wellens           | Belgique              | Lotto-Soudal          | 41 pts                |
| 3e                    | Guillaume Martin      | France                | Cofidis               | 32 pts                |
| 4e                    | Andrea Vendrame       | Italie                | AG2R Citroën Team     | 23 pts                |
| 5e                    | Alexis Vuillermoz     | France                | TotalEnergies         | 22 pts                |

| Classement de la montagne | Classement de la montagne | Classement de la montagne | Classement de la montagne  | Classement de la montagne |
| Coureur                   | Coureur                   | Pays                      | Équipe                     | Points                    |
| ------------------------- | ------------------------- | ------------------------- | -------------------------- | ------------------------- |
| 1er                       | Nairo Quintana            | Colombie                  | Arkéa-Samsic               | 18 pts                    |
| 2e                        | Thibaut Pinot             | France                    | Groupama-FDJ               | 16 pts                    |
| 3e                        | Jonathan Couanon          | France                    | Nice Métropole Côte d'Azur | 14 pts                    |
| 4e                        | Lilian Calmejane          | France                    | AG2R Citroën Team          | 14 pts                    |
| 5e                        | Roger Adrià               | Espagne                   | Equipo Kern Pharma         | 10 pts                    |

| Classement de la montagne | Classement de la montagne | Classement de la montagne | Classement de la montagne  | Classement de la montagne |
| Coureur                   | Coureur                   | Pays                      | Équipe                     | Points                    |
| ------------------------- | ------------------------- | ------------------------- | -------------------------- | ------------------------- |
| 1er                       | Nairo Quintana            | Colombie                  | Arkéa-Samsic               | 18 pts                    |
| 2e                        | Thibaut Pinot             | France                    | Groupama-FDJ               | 16 pts                    |
| 3e                        | Jonathan Couanon          | France                    | Nice Métropole Côte d'Azur | 14 pts                    |
| 4e                        | Lilian Calmejane          | France                    | AG2R Citroën Team          | 14 pts                    |
| 5e                        | Roger Adrià               | Espagne                   | Equipo Kern Pharma         | 10 pts                    |

| Classement du meilleur jeune | Classement du meilleur jeune | Classement du meilleur jeune | Classement du meilleur jeune | Classement du meilleur jeune |
| Coureur                      | Coureur                      | Pays                         | Équipe                       | Temps                        |
| ---------------------------- | ---------------------------- | ---------------------------- | ---------------------------- | ---------------------------- |
| 1er                          | Andreas Kron                 | Danemark                     | Lotto-Soudal                 | 10 h 59 min 53 s             |
| 2e                           | Mark Donovan                 | Royaume-Uni                  | Team DSM                     | + 19 s                       |
| 3e                           | Andrea Mifsud                | Malte                        | Nice Métropole Côte d'Azur   | + 1 min 44 s                 |
| 4e                           | Roger Adrià                  | Espagne                      | Equipo Kern Pharma           | + 3 min 09 s                 |
| 5e                           | Valentin Ferron              | France                       | TotalEnergies                | + 7 min 03 s                 |

| Classement du meilleur jeune | Classement du meilleur jeune | Classement du meilleur jeune | Classement du meilleur jeune | Classement du meilleur jeune |
| Coureur                      | Coureur                      | Pays                         | Équipe                       | Temps                        |
| ---------------------------- | ---------------------------- | ---------------------------- | ---------------------------- | ---------------------------- |
| 1er                          | Andreas Kron                 | Danemark                     | Lotto-Soudal                 | 10 h 59 min 53 s             |
| 2e                           | Mark Donovan                 | Royaume-Uni                  | Team DSM                     | + 19 s                       |
| 3e                           | Andrea Mifsud                | Malte                        | Nice Métropole Côte d'Azur   | + 1 min 44 s                 |
| 4e                           | Roger Adrià                  | Espagne                      | Equipo Kern Pharma           | + 3 min 09 s                 |
| 5e                           | Valentin Ferron              | France                       | TotalEnergies                | + 7 min 03 s                 |

| Classement par équipes | Classement par équipes | Classement par équipes | Classement par équipes |
| Équipe                 | Équipe                 | Pays                   | Temps                  |
| ---------------------- | ---------------------- | ---------------------- | ---------------------- |
| 1re                    | Groupama-FDJ           | France                 | 33 h 02 min 30 s       |
| 2e                     | AG2R Citroën Team      | France                 | + 30 s                 |
| 3e                     | Arkéa-Samsic           | France                 | + 2 min 56 s           |
| 4e                     | Team DSM               | Pays-Bas               | + 3 min 04 s           |
| 5e                     | TotalEnergies          | France                 | + 8 min 39 s           |

| Classement par équipes | Classement par équipes | Classement par équipes | Classement par équipes |
| Équipe                 | Équipe                 | Pays                   | Temps                  |
| ---------------------- | ---------------------- | ---------------------- | ---------------------- |
| 1re                    | Groupama-FDJ           | France                 | 33 h 02 min 30 s       |
| 2e                     | AG2R Citroën Team      | France                 | + 30 s                 |
| 3e                     | Arkéa-Samsic           | France                 | + 2 min 56 s           |
| 4e                     | Team DSM               | Pays-Bas               | + 3 min 04 s           |
| 5e                     | TotalEnergies          | France                 | + 8 min 39 s           |

### Classement UCI
La course attribue des points aux coureurs pour le Classement mondial UCI 2022 selon le barème suivant :
| Position           | 1er | 2e | 3e | 4e | 5e | 6e | 7e | 8e | 9e | 10e | 11e | 12e | 13e à 15e | 16e à 25e |
| Classement général | 125 | 85 | 70 | 60 | 50 | 40 | 35 | 30 | 25 | 20  | 15  | 10  | 5         | 3         |
| Par étape          | 14  | 5  | 3  |    |    |    |    |    |    |     |     |     |           |           |
| Leader, par étape  | 3   |    |    |    |    |    |    |    |    |     |     |     |           |           |

## Évolution des classements
| Étape              | Vainqueur          | Classement général | Classement par points | Classement de la montagne | Classement du meilleur jeune | Classement par équipes |
| ------------------ | ------------------ | ------------------ | --------------------- | ------------------------- | ---------------------------- | ---------------------- |
| 1                  | Caleb Ewan         | Caleb Ewan         | Caleb Ewan            | Tristan Delacroix         | Alexis Renard                | Lotto-Soudal           |
| 2                  | Tim Wellens        | Tim Wellens        | Tim Wellens           | Jonathan Couanon          | Andreas Kron                 | AG2R Citroën           |
| 3                  | Nairo Quintana     | Nairo Quintana     | Nairo Quintana        | Nairo Quintana            | Andreas Kron                 | Groupama-FDJ           |
| Classements finals | Classements finals | Nairo Quintana     | Nairo Quintana        | Nairo Quintana            | Andreas Kron                 | Groupama-FDJ           |

## Liste des participants
| Trek-Segafredo TFS | Trek-Segafredo TFS            | Trek-Segafredo TFS |
| ------------------ | ----------------------------- | ------------------ |
| Num                | Coureur                       | Pos                |
| 1                  | Bauke Mollema (NED)           | 5e                 |
| 2                  | Alex Kirsch (LUX)             | 40e                |
| 4                  | Amanuel Ghebreigzabhier (ERI) | 6e                 |
| 5                  | Asbjørn Hellemose (DEN)       | 63e                |
| 6                  | Mattias Skjelmose (DEN)       | NP-3               |

| AG2R Citroën Team ACT | AG2R Citroën Team ACT        | AG2R Citroën Team ACT |
| --------------------- | ---------------------------- | --------------------- |
| Num                   | Coureur                      | Pos                   |
| 11                    | Dorian Godon (FRA)           | 29e                   |
| 12                    | Lilian Calmejane (FRA)       | 36e                   |
| 13                    | Mikaël Cherel (FRA)          | 51e                   |
| 14                    | Aurélien Paret-Peintre (FRA) | 11e                   |
| 15                    | Damien Touzé (FRA)           | 20e                   |
| 16                    | Andrea Vendrame (ITA)        | 22e                   |
| 17                    | Lawrence Warbasse (USA)      | 14e                   |

| Groupama-FDJ GFC | Groupama-FDJ GFC                      | Groupama-FDJ GFC |
| ---------------- | ------------------------------------- | ---------------- |
| Num              | Coureur                               | Pos              |
| 21               | Thibaut Pinot (FRA)                   | 24e              |
| 22               | Lewis Askey (GBR)                     | 94e              |
| 23               | Kevin Geniets (LUX) (route et chrono) | 10e              |
| 24               | Valentin Madouas (FRA)                | 4e               |
| 26               | Anthony Roux (FRA)                    | 77e              |
| 27               | Michael Storer (AUS)                  | 32e              |

| Cofidis COF | Cofidis COF            | Cofidis COF |
| ----------- | ---------------------- | ----------- |
| Num         | Coureur                | Pos         |
| 31          | Guillaume Martin (FRA) | 3e          |
| 32          | Victor Lafay (FRA)     | 35e         |
| 33          | Anthony Perez (FRA)    | 38e         |
| 34          | François Bidard (FRA)  | 37e         |
| 35          | Alexis Renard (FRA)    | AB-3        |
| 36          | Eddy Finé (FRA)        | 56e         |
| 37          | Thomas Champion (FRA)  | 84e         |

| EF Education-EasyPost EFE | EF Education-EasyPost EFE | EF Education-EasyPost EFE |
| ------------------------- | ------------------------- | ------------------------- |
| Num                       | Coureur                   | Pos                       |
| 41                        | Simon Carr (GBR)          | AB-3                      |
| 43                        | Hideto Nakane (JPN)       | 81e                       |
| 44                        | Jonas Rutsch (GER)        | 70e                       |
| 45                        | James Shaw (GBR)          | 9e                        |
| 46                        | Michael Valgren (DEN)     | AB-2                      |
| 47                        | Łukasz Wiśniowski (POL)   | 79e                       |

| Arkéa-Samsic ARK | Arkéa-Samsic ARK     | Arkéa-Samsic ARK |
| ---------------- | -------------------- | ---------------- |
| Num              | Coureur              | Pos              |
| 51               | Nairo Quintana (COL) | 1er              |
| 52               | Maxime Bouet (FRA)   | 31e              |
| 53               | Nacer Bouhanni (FRA) | 87e              |
| 54               | Miguel Flórez (COL)  | 85e              |
| 55               | Nicolas Edet (FRA)   | 28e              |
| 56               | Łukasz Owsian (POL)  | 23e              |
| 57               | Kévin Ledanois (FRA) | AB-3             |

| Lotto-Soudal LTS | Lotto-Soudal LTS         | Lotto-Soudal LTS |
| ---------------- | ------------------------ | ---------------- |
| Num              | Coureur                  | Pos              |
| 61               | Tim Wellens (BEL)        | 2e               |
| 62               | Arnaud De Lie (BEL)      | 86e              |
| 63               | Caleb Ewan (AUS)         | AB-3             |
| 64               | Andreas Kron (DEN)       | 8e               |
| 65               | Harry Sweeny (AUS)       | 59e              |
| 66               | Brent Van Moer (BEL)     | 72e              |
| 67               | Florian Vermeersch (BEL) | 67e              |

| Team DSM DSM | Team DSM DSM          | Team DSM DSM |
| ------------ | --------------------- | ------------ |
| Num          | Coureur               | Pos          |
| 71           | Romain Combaud (FRA)  | 12e          |
| 72           | Mark Donovan (GBR)    | 16e          |
| 73           | Chris Hamilton (AUS)  | 26e          |
| 74           | Lorenzo Milesi (ITA)  | 53e          |
| 76           | Martijn Tusveld (NED) | 41e          |

| Development Team DSM DDS | Development Team DSM DDS | Development Team DSM DDS |
| ------------------------ | ------------------------ | ------------------------ |
| Num                      | Coureur                  | Pos                      |
| 77                       | Hannes Wilksch (GER)     | AB-3                     |

| TotalEnergies TEN | TotalEnergies TEN         | TotalEnergies TEN |
| ----------------- | ------------------------- | ----------------- |
| Num               | Coureur                   | Pos               |
| 81                | Peter Sagan (SVK) (route) | 65e               |
| 83                | Valentin Ferron (FRA)     | 30e               |
| 84                | Daniel Oss (ITA)          | 39e               |
| 85                | Julien Simon (FRA)        | 25e               |
| 86                | Anthony Turgis (FRA)      | 62e               |
| 87                | Alexis Vuillermoz (FRA)   | 7e                |

| Uno-X Pro Cycling Team UXT | Uno-X Pro Cycling Team UXT  | Uno-X Pro Cycling Team UXT |
| -------------------------- | --------------------------- | -------------------------- |
| Num                        | Coureur                     | Pos                        |
| 91                         | Anders Johannessen (NOR)    | AB-3                       |
| 92                         | Jonas Gregaard Wilsly (DEN) | 27e                        |
| 93                         | Anders Skaarseth (NOR)      | 34e                        |
| 95                         | Torstein Træen (NOR)        | 15e                        |
| 96                         | Torjus Sleen (NOR)          | 76e                        |
| 97                         | Magnus Brynsrud (NOR)       | 54e                        |

| B&B Hotels-KTM BBK | B&B Hotels-KTM BBK     | B&B Hotels-KTM BBK |
| ------------------ | ---------------------- | ------------------ |
| Num                | Coureur                | Pos                |
| 101                | Franck Bonnamour (FRA) | 13e                |
| 102                | Cyril Barthe (FRA)     | 48e                |
| 103                | Maxime Chevalier (FRA) | 33e                |
| 104                | Thibault Ferasse (FRA) | AB-3               |
| 105                | Cyril Gautier (FRA)    | 50e                |
| 106                | Jonathan Hivert (FRA)  | 69e                |
| 107                | Victor Koretzky (FRA)  | 66e                |

| Bingoal Pauwels Sauces WB BWB | Bingoal Pauwels Sauces WB BWB | Bingoal Pauwels Sauces WB BWB |
| ----------------------------- | ----------------------------- | ----------------------------- |
| Num                           | Coureur                       | Pos                           |
| 111                           | Arjen Livyns (BEL)            | 68e                           |
| 112                           | Rémy Mertz (BEL)              | 45e                           |
| 113                           | Kenny Molly (BEL)             | 21e                           |
| 114                           | Tom Paquot (BEL)              | AB-2                          |
| 115                           | Luc Wirtgen (LUX)             | NP-3                          |
| 116                           | Dimitri Peyskens (BEL)        | AB-3                          |
| 117                           | Marco Tizza (ITA)             | 43e                           |

| Equipo Kern Pharma EKP | Equipo Kern Pharma EKP   | Equipo Kern Pharma EKP |
| ---------------------- | ------------------------ | ---------------------- |
| Num                    | Coureur                  | Pos                    |
| 121                    | Roger Adrià (ESP)        | 19e                    |
| 122                    | Eugenio Sánchez (ESP)    | 50e                    |
| 123                    | Martí Márquez (ESP)      | 44e                    |
| 124                    | Pau Miquel (ESP)         | 71e                    |
| 125                    | Sergio Araiz (ESP)       | AB-3                   |
| 126                    | Danny van der Tuuk (NED) | 64e                    |
| 127                    | Jaime Castrillo (ESP)    | 60e                    |

| Riwal Cycling Team RIW | Riwal Cycling Team RIW   | Riwal Cycling Team RIW |
| ---------------------- | ------------------------ | ---------------------- |
| Num                    | Coureur                  | Pos                    |
| 131                    | Søren Vosgerau (DEN)     | AB-2                   |
| 132                    | Jacob Eriksson (SWE)     | 55e                    |
| 133                    | Elmar Reinders (NED)     | 69e                    |
| 134                    | Martijn Budding (NED)    | AB-3                   |
| 135                    | Christoffer Lisson (DEN) | 95e                    |
| 136                    | Mathias Bregnhøj (DEN)   | 17e                    |
| 137                    | Morten Nørtoft (DEN)     | AB-3                   |

| Saint Michel-Auber 93 AUB | Saint Michel-Auber 93 AUB  | Saint Michel-Auber 93 AUB |
| ------------------------- | -------------------------- | ------------------------- |
| Num                       | Coureur                    | Pos                       |
| 141                       | Joris Delbove (FRA)        | 42e                       |
| 142                       | Nicolas Debeaumarché (FRA) | NP-2                      |
| 144                       | Anthony Maldonado (FRA)    | 88e                       |
| 145                       | Flavien Maurelet (FRA)     | 89e                       |
| 146                       | Yoann Paillot (FRA)        | 46e                       |
| 147                       | Morne van Niekerk (RSA)    | AB-3                      |

| Go Sport-Roubaix Lille Métropole GRL | Go Sport-Roubaix Lille Métropole GRL | Go Sport-Roubaix Lille Métropole GRL |
| ------------------------------------ | ------------------------------------ | ------------------------------------ |
| Num                                  | Coureur                              | Pos                                  |
| 151                                  | Evaldas Šiškevičius (LTU)            | 91e                                  |
| 152                                  | Clément Carisey (FRA)                | 82e                                  |
| 153                                  | Thomas Denis (FRA)                   | AB-2                                 |
| 154                                  | Maxime Jarnet (FRA)                  | 52e                                  |
| 155                                  | Jérémy Leveau (FRA)                  | NP-1                                 |
| 156                                  | Tom Mainguenaud (FRA)                | 90e                                  |
| 157                                  | Samuel Leroux (FRA)                  | 65e                                  |

| Nice Métropole Côte d'Azur NMC | Nice Métropole Côte d'Azur NMC | Nice Métropole Côte d'Azur NMC |
| ------------------------------ | ------------------------------ | ------------------------------ |
| Num                            | Coureur                        | Pos                            |
| 161                            | Antoine Berlin (MON)           | 58e                            |
| 162                            | Julien Amadori (FRA)           | 96e                            |
| 163                            | Jonathan Couanon (FRA)         | 83e                            |
| 164                            | Tristan Delacroix (FRA)        | 74e                            |
| 165                            | Jean Goubert (FRA)             | 49e                            |
| 166                            | Andrea Mifsud                  | 18e                            |
| 167                            | Maxime Urruty (FRA)            | 78e                            |

| Team U Nantes Atlantique 194 | Team U Nantes Atlantique 194 | Team U Nantes Atlantique 194 |
| ---------------------------- | ---------------------------- | ---------------------------- |
| Num                          | Coureur                      | Pos                          |
| 171                          | Louis Barré (FRA)            |                              |
| 172                          | Maël Guégan (FRA)            |                              |
| 173                          | Jordan Jegat (FRA)           |                              |
| 174                          | Yaël Joalland (FRA)          | AB-2                         |
| 175                          | Mathias Le Turnier (FRA)     |                              |
| 176                          | Axel Mariault (FRA)          |                              |
| 177                          | Emmanuel Morin (FRA)         |                              |

| Trek-Segafredo TFS | Trek-Segafredo TFS            | Trek-Segafredo TFS |
| ------------------ | ----------------------------- | ------------------ |
| Num                | Coureur                       | Pos                |
| 1                  | Bauke Mollema (NED)           | 5e                 |
| 2                  | Alex Kirsch (LUX)             | 40e                |
| 4                  | Amanuel Ghebreigzabhier (ERI) | 6e                 |
| 5                  | Asbjørn Hellemose (DEN)       | 63e                |
| 6                  | Mattias Skjelmose (DEN)       | NP-3               |

| AG2R Citroën Team ACT | AG2R Citroën Team ACT        | AG2R Citroën Team ACT |
| --------------------- | ---------------------------- | --------------------- |
| Num                   | Coureur                      | Pos                   |
| 11                    | Dorian Godon (FRA)           | 29e                   |
| 12                    | Lilian Calmejane (FRA)       | 36e                   |
| 13                    | Mikaël Cherel (FRA)          | 51e                   |
| 14                    | Aurélien Paret-Peintre (FRA) | 11e                   |
| 15                    | Damien Touzé (FRA)           | 20e                   |
| 16                    | Andrea Vendrame (ITA)        | 22e                   |
| 17                    | Lawrence Warbasse (USA)      | 14e                   |

| Groupama-FDJ GFC | Groupama-FDJ GFC                      | Groupama-FDJ GFC |
| ---------------- | ------------------------------------- | ---------------- |
| Num              | Coureur                               | Pos              |
| 21               | Thibaut Pinot (FRA)                   | 24e              |
| 22               | Lewis Askey (GBR)                     | 94e              |
| 23               | Kevin Geniets (LUX) (route et chrono) | 10e              |
| 24               | Valentin Madouas (FRA)                | 4e               |
| 26               | Anthony Roux (FRA)                    | 77e              |
| 27               | Michael Storer (AUS)                  | 32e              |

| Cofidis COF | Cofidis COF            | Cofidis COF |
| ----------- | ---------------------- | ----------- |
| Num         | Coureur                | Pos         |
| 31          | Guillaume Martin (FRA) | 3e          |
| 32          | Victor Lafay (FRA)     | 35e         |
| 33          | Anthony Perez (FRA)    | 38e         |
| 34          | François Bidard (FRA)  | 37e         |
| 35          | Alexis Renard (FRA)    | AB-3        |
| 36          | Eddy Finé (FRA)        | 56e         |
| 37          | Thomas Champion (FRA)  | 84e         |

| EF Education-EasyPost EFE | EF Education-EasyPost EFE | EF Education-EasyPost EFE |
| ------------------------- | ------------------------- | ------------------------- |
| Num                       | Coureur                   | Pos                       |
| 41                        | Simon Carr (GBR)          | AB-3                      |
| 43                        | Hideto Nakane (JPN)       | 81e                       |
| 44                        | Jonas Rutsch (GER)        | 70e                       |
| 45                        | James Shaw (GBR)          | 9e                        |
| 46                        | Michael Valgren (DEN)     | AB-2                      |
| 47                        | Łukasz Wiśniowski (POL)   | 79e                       |

| Arkéa-Samsic ARK | Arkéa-Samsic ARK     | Arkéa-Samsic ARK |
| ---------------- | -------------------- | ---------------- |
| Num              | Coureur              | Pos              |
| 51               | Nairo Quintana (COL) | 1er              |
| 52               | Maxime Bouet (FRA)   | 31e              |
| 53               | Nacer Bouhanni (FRA) | 87e              |
| 54               | Miguel Flórez (COL)  | 85e              |
| 55               | Nicolas Edet (FRA)   | 28e              |
| 56               | Łukasz Owsian (POL)  | 23e              |
| 57               | Kévin Ledanois (FRA) | AB-3             |

| Lotto-Soudal LTS | Lotto-Soudal LTS         | Lotto-Soudal LTS |
| ---------------- | ------------------------ | ---------------- |
| Num              | Coureur                  | Pos              |
| 61               | Tim Wellens (BEL)        | 2e               |
| 62               | Arnaud De Lie (BEL)      | 86e              |
| 63               | Caleb Ewan (AUS)         | AB-3             |
| 64               | Andreas Kron (DEN)       | 8e               |
| 65               | Harry Sweeny (AUS)       | 59e              |
| 66               | Brent Van Moer (BEL)     | 72e              |
| 67               | Florian Vermeersch (BEL) | 67e              |

| Team DSM DSM | Team DSM DSM          | Team DSM DSM |
| ------------ | --------------------- | ------------ |
| Num          | Coureur               | Pos          |
| 71           | Romain Combaud (FRA)  | 12e          |
| 72           | Mark Donovan (GBR)    | 16e          |
| 73           | Chris Hamilton (AUS)  | 26e          |
| 74           | Lorenzo Milesi (ITA)  | 53e          |
| 76           | Martijn Tusveld (NED) | 41e          |

| Development Team DSM DDS | Development Team DSM DDS | Development Team DSM DDS |
| ------------------------ | ------------------------ | ------------------------ |
| Num                      | Coureur                  | Pos                      |
| 77                       | Hannes Wilksch (GER)     | AB-3                     |

| TotalEnergies TEN | TotalEnergies TEN         | TotalEnergies TEN |
| ----------------- | ------------------------- | ----------------- |
| Num               | Coureur                   | Pos               |
| 81                | Peter Sagan (SVK) (route) | 65e               |
| 83                | Valentin Ferron (FRA)     | 30e               |
| 84                | Daniel Oss (ITA)          | 39e               |
| 85                | Julien Simon (FRA)        | 25e               |
| 86                | Anthony Turgis (FRA)      | 62e               |
| 87                | Alexis Vuillermoz (FRA)   | 7e                |

| Uno-X Pro Cycling Team UXT | Uno-X Pro Cycling Team UXT  | Uno-X Pro Cycling Team UXT |
| -------------------------- | --------------------------- | -------------------------- |
| Num                        | Coureur                     | Pos                        |
| 91                         | Anders Johannessen (NOR)    | AB-3                       |
| 92                         | Jonas Gregaard Wilsly (DEN) | 27e                        |
| 93                         | Anders Skaarseth (NOR)      | 34e                        |
| 95                         | Torstein Træen (NOR)        | 15e                        |
| 96                         | Torjus Sleen (NOR)          | 76e                        |
| 97                         | Magnus Brynsrud (NOR)       | 54e                        |

| B&B Hotels-KTM BBK | B&B Hotels-KTM BBK     | B&B Hotels-KTM BBK |
| ------------------ | ---------------------- | ------------------ |
| Num                | Coureur                | Pos                |
| 101                | Franck Bonnamour (FRA) | 13e                |
| 102                | Cyril Barthe (FRA)     | 48e                |
| 103                | Maxime Chevalier (FRA) | 33e                |
| 104                | Thibault Ferasse (FRA) | AB-3               |
| 105                | Cyril Gautier (FRA)    | 50e                |
| 106                | Jonathan Hivert (FRA)  | 69e                |
| 107                | Victor Koretzky (FRA)  | 66e                |

| Bingoal Pauwels Sauces WB BWB | Bingoal Pauwels Sauces WB BWB | Bingoal Pauwels Sauces WB BWB |
| ----------------------------- | ----------------------------- | ----------------------------- |
| Num                           | Coureur                       | Pos                           |
| 111                           | Arjen Livyns (BEL)            | 68e                           |
| 112                           | Rémy Mertz (BEL)              | 45e                           |
| 113                           | Kenny Molly (BEL)             | 21e                           |
| 114                           | Tom Paquot (BEL)              | AB-2                          |
| 115                           | Luc Wirtgen (LUX)             | NP-3                          |
| 116                           | Dimitri Peyskens (BEL)        | AB-3                          |
| 117                           | Marco Tizza (ITA)             | 43e                           |

| Equipo Kern Pharma EKP | Equipo Kern Pharma EKP   | Equipo Kern Pharma EKP |
| ---------------------- | ------------------------ | ---------------------- |
| Num                    | Coureur                  | Pos                    |
| 121                    | Roger Adrià (ESP)        | 19e                    |
| 122                    | Eugenio Sánchez (ESP)    | 50e                    |
| 123                    | Martí Márquez (ESP)      | 44e                    |
| 124                    | Pau Miquel (ESP)         | 71e                    |
| 125                    | Sergio Araiz (ESP)       | AB-3                   |
| 126                    | Danny van der Tuuk (NED) | 64e                    |
| 127                    | Jaime Castrillo (ESP)    | 60e                    |

| Riwal Cycling Team RIW | Riwal Cycling Team RIW   | Riwal Cycling Team RIW |
| ---------------------- | ------------------------ | ---------------------- |
| Num                    | Coureur                  | Pos                    |
| 131                    | Søren Vosgerau (DEN)     | AB-2                   |
| 132                    | Jacob Eriksson (SWE)     | 55e                    |
| 133                    | Elmar Reinders (NED)     | 69e                    |
| 134                    | Martijn Budding (NED)    | AB-3                   |
| 135                    | Christoffer Lisson (DEN) | 95e                    |
| 136                    | Mathias Bregnhøj (DEN)   | 17e                    |
| 137                    | Morten Nørtoft (DEN)     | AB-3                   |

| Saint Michel-Auber 93 AUB | Saint Michel-Auber 93 AUB  | Saint Michel-Auber 93 AUB |
| ------------------------- | -------------------------- | ------------------------- |
| Num                       | Coureur                    | Pos                       |
| 141                       | Joris Delbove (FRA)        | 42e                       |
| 142                       | Nicolas Debeaumarché (FRA) | NP-2                      |
| 144                       | Anthony Maldonado (FRA)    | 88e                       |
| 145                       | Flavien Maurelet (FRA)     | 89e                       |
| 146                       | Yoann Paillot (FRA)        | 46e                       |
| 147                       | Morne van Niekerk (RSA)    | AB-3                      |

| Go Sport-Roubaix Lille Métropole GRL | Go Sport-Roubaix Lille Métropole GRL | Go Sport-Roubaix Lille Métropole GRL |
| ------------------------------------ | ------------------------------------ | ------------------------------------ |
| Num                                  | Coureur                              | Pos                                  |
| 151                                  | Evaldas Šiškevičius (LTU)            | 91e                                  |
| 152                                  | Clément Carisey (FRA)                | 82e                                  |
| 153                                  | Thomas Denis (FRA)                   | AB-2                                 |
| 154                                  | Maxime Jarnet (FRA)                  | 52e                                  |
| 155                                  | Jérémy Leveau (FRA)                  | NP-1                                 |
| 156                                  | Tom Mainguenaud (FRA)                | 90e                                  |
| 157                                  | Samuel Leroux (FRA)                  | 65e                                  |

| Nice Métropole Côte d'Azur NMC | Nice Métropole Côte d'Azur NMC | Nice Métropole Côte d'Azur NMC |
| ------------------------------ | ------------------------------ | ------------------------------ |
| Num                            | Coureur                        | Pos                            |
| 161                            | Antoine Berlin (MON)           | 58e                            |
| 162                            | Julien Amadori (FRA)           | 96e                            |
| 163                            | Jonathan Couanon (FRA)         | 83e                            |
| 164                            | Tristan Delacroix (FRA)        | 74e                            |
| 165                            | Jean Goubert (FRA)             | 49e                            |
| 166                            | Andrea Mifsud                  | 18e                            |
| 167                            | Maxime Urruty (FRA)            | 78e                            |

| Team U Nantes Atlantique 194 | Team U Nantes Atlantique 194 | Team U Nantes Atlantique 194 |
| ---------------------------- | ---------------------------- | ---------------------------- |
| Num                          | Coureur                      | Pos                          |
| 171                          | Louis Barré (FRA)            |                              |
| 172                          | Maël Guégan (FRA)            |                              |
| 173                          | Jordan Jegat (FRA)           |                              |
| 174                          | Yaël Joalland (FRA)          | AB-2                         |
| 175                          | Mathias Le Turnier (FRA)     |                              |
| 176                          | Axel Mariault (FRA)          |                              |
| 177                          | Emmanuel Morin (FRA)         |                              |